# Система футбольных лиг Румынии
Систе́ма футбо́льных лиг Румынии состоит из трех уровней, и управляется федерацией футбола Румынии. Первые 3 лиги являются профессиональными, низшие лиги организуются на региональном уровне.

Резервные команды играют в той же лиге, что и их основной клуб.

## Профессиональный уровень
На профессиональном уровне играют 114 команд. Каждый из этих клубов является полностью профессиональной и, кроме того, чтобы играть в своей лиге, имеет право участвовать в кубке Румынии. Они также являются аффилированными членами Румынской федерации футбола, и каждый имеет право голоса в советах и выборах Федерации, в том числе в выборах президента Федерации.

### Лига I
Лига I является высшей в системе футбольных лиг Румынии. 14 профессиональных команд соревнуются за титул чемпиона Румынии по футболу по круговой системе, дома и на выезде, играют 26 матчей в регулярном сезоне. После завершения регулярного чемпионата, 6 лучших команд сразятся в плей-офф за чемпионский титул и места в Еврокубках, в то время как последние 8 команд в плей-аут, чтобы избежать вылета. Две худшие команды вылетают напрямую, в то время как команда, которая заняла 12-е место, играют в двухматчевом плей-офф против команды которая заняла 3-е место во второй лиге.

### Лига II
Лига II вторая по значимости футбольная лига Румынии. 20 команд соревнуются в круговой системе, дома и в гостях. В конце сезона первые две команды попадают в высшую лигу напрямую, а третья команда играет с командой которая заняла 12-е место в высшем дивизионе.

### Лига III
Лига III третья по значимости футбольная лига Румынии. 80 команд разделены на 5 региональных групп по 16 команд в каждой, проводят между собой 30 матчей, дома и на выезде. Чемпион каждой региональной группы автоматический повышается в Лигу II. 4 команды занявшие последние места в группе, понижаются.

## Региональный уровень
В отличие от клубов из профессиональных лиг, любительские клубы непосредственно не связаны с румынской Федерацией футбола, управляются региональными федерациями футбола. Все профессиональные клубы высших дивизионов имеют отдельное право голоса, в то время как на все региональные федерации футбола приходится лишь один голос.

Каждый из 41 жудеца, а также Бухарест организуют свою систему лиг.

## Текущая структура
| 1   | Лига I 14 клубов                                 | Лига I 14 клубов                                 | Лига I 14 клубов                                 | Лига I 14 клубов                                 | Лига I 14 клубов                                 | Лига I 14 клубов                                 |  |  |  |  |  |  |
|     | ↓↑ 2-3 клуба                                     |                                                  |                                                  |                                                  |                                                  |                                                  |  |  |  |  |  |  |
| 2   | Лига II 20 клубов                                | Лига II 20 клубов                                | Лига II 20 клубов                                | Лига II 20 клубов                                | Лига II 20 клубов                                | Лига II 20 клубов                                |  |  |  |  |  |  |
|     | ↓ 5 клубов ↑ 5 клубов                            |                                                  |                                                  |                                                  |                                                  |                                                  |  |  |  |  |  |  |
| 3   | Лига III 80 клубов в 5 дивизионах 5 по 16 команд | Лига III 80 клубов в 5 дивизионах 5 по 16 команд | Лига III 80 клубов в 5 дивизионах 5 по 16 команд | Лига III 80 клубов в 5 дивизионах 5 по 16 команд | Лига III 80 клубов в 5 дивизионах 5 по 16 команд | Лига III 80 клубов в 5 дивизионах 5 по 16 команд |  |  |  |  |  |  |
|     | ↓↑ 21 клуб                                       |                                                  |                                                  |                                                  |                                                  |                                                  |  |  |  |  |  |  |
| 4–7 | Региональные футбольные лиги                     | Региональные футбольные лиги                     | Региональные футбольные лиги                     | Региональные футбольные лиги                     | Региональные футбольные лиги                     | Региональные футбольные лиги                     |  |  |  |  |  |  |